# Olga Benário Prestes
Olga Benário Prestes (geb. Olga Gutmann Benario München, 12 februari 1908 – Bernburg, 7 april 1942)  was een Duits-Braziliaans communistisch militant.

## Jeugd en opvoeding
Olga Benário Prestes was de dochter van een sociaaldemocratische advocaat van joodse komaf, haar moeder was een telg uit de Beierse beau monde. In 1923, op haar vijftiende, werd ze lid van de communistische Jeugdbond (Kommunistischer Jugendverband, KJVD). Op haar zeventiende vertrok ze naar Berlin-Neukölln om daar voor de plaatselijke afdeling van deze bond te gaan werken. Ze verdiende haar brood als stenotypiste voor de buitenlandse vertegenwoordiging van de Sovjet-Unie en leefde samen met de KPD-functionaris Otto Braun. Zij stond al in de politiedossiers van de Weimarrepubliek vermeld als communistisch agitator.

## Vlucht en terugkeer
In 1926 werd Benário Prestes samen met Otto Braun gearresteerd en in Moabit opgesloten. Benário Prestes werd na twee maanden hechtenis vrijgelaten, maar Otto Braun hing een proces wegens hoogverraad boven het hoofd. Olga organiseerde met een afdeling van de KVDJ een bevrijdingsactie en slaagde erin Braun uit de gerechtszaal te ontvoeren.
Hierna vluchtte het stel, geholpen door de KPD, naar Moskou, waar Benário Prestes lid werd van het Centrale Comité van de Communistische Jeugd-Internationale (KJI) en de KVDJ vertegenwoordigde op de V. Internationale. Tevens doorliep zij een militaire training en keerde zij, nadat zij Braun in 1931 had verlaten, als instructrice van de KJI terug naar Europa.

## Brazilië, Prestes en Vargas

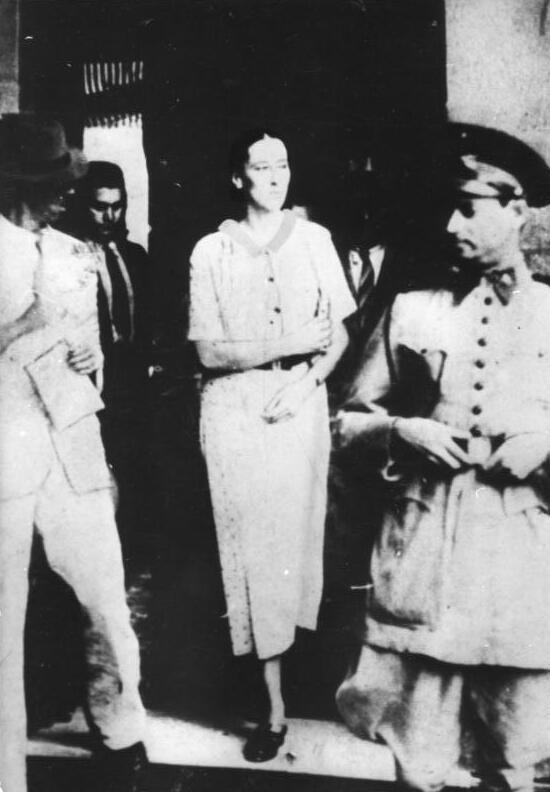
Olga Benario Prestes na haar arrestatie in Brazilië

In 1934 escorteerde zij op verzoek van de Komintern Luís Carlos Prestes naar Brazilië, waar de “ridder van de hoop” de revolutie wilde beginnen. Ze reisden vermomd als echtpaar en werden al snel verliefd op elkaar. In november 1935 mislukte de opstand echter dramatisch. Prestes en Olga Gutmann Benário werden verraden en opgepakt. Olga werd kort daarna per schip naar Duitsland gedeporteerd en aan de Gestapo uitgeleverd.

## Gevangenis en overlijden
In de vrouwengevangenis aan de Barnimstrasse in Berlijn werd in november 1936 haar dochter, Anita Leocádia Prestes, geboren. Haar ouders organiseerden een protestactie om aandacht te krijgen voor het lot van hun dochter. De actie, die internationaal navolging vond, was in zoverre succesvol dat Anita door de Gestapo aan haar grootouders werd overgedragen.
In 1938 werd zij naar het concentratiekamp Lichtenberg en later naar Ravensbrück gedeporteerd, waar zij volgens berichten ongebroken de solidariteit onder de gevangenen in stand probeerde te houden. Zij werd, samen met andere Joodse gevangenen, op 23 april 1942 in de "Heil- und Pflegeanstalt" Bernburg vergast.
In een brief aan haar echtgenoot, die deze pas jaren later ontving, schrijft ze:
Ik heb voor het juiste, het goede, het beste op deze wereld gestreden

## Nalatenschap

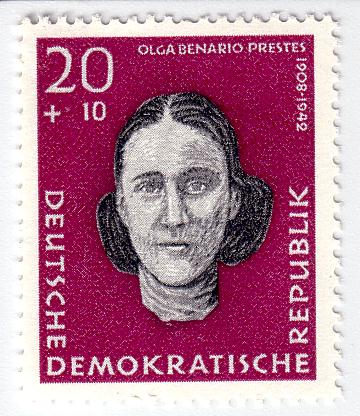
Olga Benário Prestes op een postzegel van de DDR

Haar nagedachtenis als revolutionair en antifascistische verzetsheldin in Duitsland werd vooral in de voormalige DDR in ere gehouden. Haar dochter, Anita Prestes, woonde tot de jaren 70 in Moskou, waarna ze naar Brazilië emigreerde en hoogleraar Braziliaanse geschiedenis werd.
Over het leven van Olga Benário Prestes zijn diverse boeken en films verschenen.
- Olga Benario - Ein Leben für die Revolution, Duitsland, Galip Iyitanir, 2004
- Olga, Brazilië, Jayme Monjardim, 2004

In diverse plaatsen, vooral in de voormalige DDR, zijn straten naar haar vernoemd.